# Преображенська площа (станція метро)
55°47′46″ пн. ш. 37°42′56″ сх. д. / 55.79611° пн. ш. 37.71556° сх. д.
«Преображенська площа» (рос. Преображенская площадь) — станція Сокольницької лінії Московського метрополітену. Відкрита 31 грудня 1965.
Розташована між станціями «Черкізовська» і «Сокольники», на території району «Преображенське» Східного адміністративного округу Москви.

## Історія і походження назви
Станція відкрита при продовженні Кіровсько-Фрунзенської лінії (Сокольницької лінії) на північ від станції «Сокольники». До 1990, була кінцевою станцією цієї лінії. Названа по площі, на яку виходить.

## Вестибюлі й пересадки
Станція має два виходи. Східний вихід веде на Велику Черкізовську вулицю і сполучений з підземним переходом, перетинаючим її. Західний вихід спрямований у бік Преображенської вулиці і також сполучений з підземним переходом, перетинаючим Преображенську площу.
- Автобуси: 34, 34к, 52, 80, 86, 86к, 171, 230, 372, 449, 716, т32, т41, т83, н15
- Трамваї: 2, 4л, 4п, 7, 11, 13, 36, 46

## Технічна характеристика
Конструкція станції — колонна трипрогінна мілкого закладення (глибина закладення — 8 м), з однією острівною прямою платформою. Споруджена за типовим проектом. На станції два ряди по 40 квадратних колон з кроком 4 м. Дистанція колії від станції «Преображенська площа» до станції «Сокольники» проходить по відкритій 330-метровій естакаді над Яузою.

## Колійний розвиток
Станція без колійного розвитку. За станцією знаходився перехресний з'їзд, що використовувався для обороту потягів до подальшого продовження лінії (станом на кінець 2012 року — розібраний).

## Оздоблення
Спочатку колійні стіни були викладені керамічною плиткою білими тонкими смужками і зеленим мармуром, таким же каменем оздоблено і колони. Підлога викладена сірим і червоним гранітом, а навколо колон — білим мармуром.
18 листопада 2009 року компанія «Метроспецстрой» почала заміну покриття колійних стін на вертикальні алюмінієві композитні панелі. Оздоблення нижньої частини стін міняється з чорної плитки на чорний мармур.